# Surdisorex norae
Surdisorex norae es una especie de musaraña de la familia soricidae.

## Distribución geográfica
Es endémica de las montañas de Aberdare en Kenia.

## Hábitat
Su hábitat natural son: bambús tropicales de gran altitud y praderas.